# 晓褐蜻
是蜻蜓科之下一种中等体型的蜻蜓，通常分布在低地和丘陵区域，杂草丛生的池塘、沼泽、渠道、流速缓慢的溪流和河流附近。它在水中产卵。在东方广泛分布，一年都可发现。雄性和雌性的外觀有很大差异。
雄性頭为红棕色，侧面为棕色。胸部为红色，腹部膨大，深红色基调上带紫色。翅膀透明，布满深红色脈絡，分布着琥珀色补丁。翼点为深红棕色，腿为黑色。
雌性身體为橄榄色或明亮的红褐色，眼睛上部紫褐色，下部灰色。胸部是橄榄色，分布黑色横向条纹。腹部是红褐色，且分布横向的黑色斑纹。翅膀透明，上面有褐色点，叶脉是明亮的黄色或棕色。翼点是深褐色，腿是深灰色带有细的黄条纹。